# Parnopes
Parnopes (лат.) — род ос-блестянок. Более 10 видов.

## Распространение
Голарктика (11 видов, в Палеарктике 4 вида). В Европе 1 вид.

## Описание
Тело большое, широкое, брюшко частично рыжее. Паразитируют на осах и трибы Bembicini (Bembix, Crabronidae).

## Систематика
- Parnopes grandior (Pallas, 1771) — Ближний Восток, Северная Африка, Европа[3]. Занесён в Красную книгу России.
- Parnopes borregoensis — Неарктика
- Parnopes chrysoprasinus — Неарктика[4]
- Parnopes concinna — Неарктика
- Parnopes desertorum — Неарктика
- Parnopes edwardsii — Неарктика
- Parnopes fulvicornis — Неарктика